# Греко-римская борьба на летних Олимпийских играх 1952 — до 57 кг
Соревнования по греко-римской борьбе в рамках Олимпийских игр 1952 года в легчайшем весе (до 57 килограммов) прошли в Хельсинки с 24 по 27 июля 1952 года в «Exhibition Hall I».
Турнир проводился по системе с начислением штрафных баллов. За чистую победу штрафные баллы не начислялись, за победу по очкам борец получал один штрафной балл, за любое поражение (по очкам со счётом 2-1, со счётом 3-0 или чистое поражение) — три штрафных балла. Борец, набравший пять штрафных баллов, из турнира выбывал. Трое оставшихся борцов выходили в финал, проводили встречи между собой. Схватка по регламенту турнира продолжалась 15 минут. Если в течение первых десяти минут не было зафиксировано туше, то судьи могли определить борца, имеющего преимущество. Если преимущество никому не отдавалось, то назначалось шесть минут борьбы в партере, при этом каждый из борцов находился внизу по три минуты (очередность определялась жребием). Если кому-то из борцов было отдано преимущество, то он имел право выбора следующих шести минут борьбы: либо в партере сверху, либо в стойке. Если по истечении шести минут не фиксировалась чистая победа, то оставшиеся четыре минуты борцы боролись в стойке.
В легчайшем весе боролись 17 участников. Из призёров чемпионата мира 1950 года выступал лишь итальянец Пьетро Ломбарди, действующий олимпийский чемпион в наилегчайшем весе. Кроме того, в весе выступал вице-чемпион предыдущих игр Махмуд Хассан. Однако египтянин, проиграв первую встречу, с соревнований снялся, а Ломбарди выбыл в третьем круге. В финал вышли Имре Ходош, Артём Терян и Захария Шихаб, причём последний проиграл встречу Ходошу, получил право на финальную часть лишь из-за преимущества в один балл перед шведом Хубертом Перссоном. Так как Ходош и Шихаб уже встречались, в финале подлежали проведению лишь две встречи: Шихаб — Терян, и Терян — Ходош, и в них-то всё и запуталось. В первой встрече Шихаб победил Теряна, что сравняло их по количеству штрафных баллов, но Шихаб опережал советского борца по личной победе.  Во второй встрече Терян — Ходош любая победа Ходоша оставляла его на первом месте, далее шли Шихаб и Терян. Но во второй встрече Терян победил Ходоша, что во-первых, сравняло штрафные баллы Ходоша с Шихабом, а во-вторых, подвинуло Теряна на третье место из-за штрафного балла, полученного из-за победы по очкам. Таким образом, советский борец получил «бронзу». Ходош, проиграв финал, вышел на первое место за счёт личной победы над Шихабом, а ливанец Шихаб завоевал «серебро», первую для Ливана олимпийскую награду во всех видах спорта.  

## Призовые места
- Имре Ходош (HUN)
- Захария Шихаб (LIB)
- Артём Терян (URS)

## Первый круг
| Штрафных баллов | Участник 1              | Результат   | Участник 2                     | Штрафных баллов |
| --------------- | ----------------------- | ----------- | ------------------------------ | --------------- |
| 0               | Норберт Колер (SAA)     | Туше (7:05) | Освальдо Джонстон (GUA)        | 3               |
| 1               | Пьетро Ломбарди (ITA)   | 2-1         | Хуберт Перссон (SWE)           | 3               |
| 0               | Артём Терян (URS)       | Туше (4:53) | Рудольф Тобола (POL)           | 3               |
| 0               | Кемаль Демирсюрен (TUR) | Туше (9:50) | Лео Кортсен (DEN)              | 3               |
| 1               | Захария Шихаб (LIB)     | 3-0         | Ион Попеску (ROU)              | 3               |
| 0               | Арво Кюллонен (FIN)     | Туше (2:06) | Морис Фо (FRA)                 | 3               |
| 1               | Имре Ходош (HUN)        | 3-0         | Махмуд Хассан (EGY)¹           | 3               |
| 1               | Рейдар Мерли (NOR)      | 3-0         | Сотириос Панагиотопулос (GRE)² | 3               |
| 0               | Фердинанд Шмиц (GER)    | Пропускал   |                                |                 |

¹ Снялся с соревнований 

² Снялся с соревнований

## Второй круг
| Штрафных баллов | Участник 1            | Результат   | Участник 2              | Штрафных баллов |
| --------------- | --------------------- | ----------- | ----------------------- | --------------- |
| 0               | Фердинанд Шмиц (GER)  | Туше (2:55) | Норберт Колер (SAA)     | 3               |
| 3               | Хуберт Перссон (SWE)  | Туше (2:27) | Освальдо Джонстон (GUA) | 6               |
| 2               | Пьетро Ломбарди (ITA) | 3-0         | Рудольф Тобола (POL)    | 6               |
| 1               | Артём Терян (URS)     | 3-0         | Кемаль Демирсюрен (TUR) | 3               |
| 4               | Ион Попеску (ROU)     | 2-1         | Лео Кортсен (DEN)       | 6               |
| 2               | Захария Шихаб (LIB)   | 2-1         | Морис Фо (FRA)          | 6               |
| 2               | Имре Ходош (HUN)      | 2-1         | Арво Кюллонен (FIN)     | 3               |
| 1               | Рейдар Мерли (NOR)    | Пропускал   |                         |                 |

## Третий круг
| Штрафных баллов | Участник 1           | Результат   | Участник 2              | Штрафных баллов |
| --------------- | -------------------- | ----------- | ----------------------- | --------------- |
| 2               | Рейдар Мерли (NOR)   | 3-0         | Фердинанд Шмиц (GER)    | 3               |
| 4               | Хуберт Перссон (SWE) | 3-0         | Норберт Колер (SAA)     | 6               |
| 2               | Артём Терян (URS)    | 3-0         | Пьетро Ломбарди (ITA)   | 5               |
| 4               | Ион Попеску (ROU)    | Туше (7:39) | Кемаль Демирсюрен (TUR) | 6               |
| 3               | Захария Шихаб (LIB)  | 3-0         | Арво Кюллонен (FIN)     | 6               |
| 2               | Имре Ходош (HUN)     | Пропускал   |                         |                 |

## Четвёртый круг
| Штрафных баллов | Участник 1           | Результат   | Участник 2           | Штрафных баллов |
| --------------- | -------------------- | ----------- | -------------------- | --------------- |
| 3               | Имре Ходош (HUN)     | 3-0         | Рейдар Мерли (NOR)   | 5               |
| 4               | Хуберт Перссон (SWE) | Туше (5:38) | Фердинанд Шмиц (GER) | 6               |
| 3               | Артём Терян (URS)    | 3-0         | Ион Попеску (ROU)    | 7               |
| 3               | Захария Шихаб (LIB)  | Пропускал   |                      |                 |

## Пятый круг
| Штрафных баллов | Участник 1        | Результат | Участник 2           | Штрафных баллов |
| --------------- | ----------------- | --------- | -------------------- | --------------- |
| 4               | Имре Ходош (HUN)  | 2-1       | Захария Шихаб (LIB)  | 6               |
| 4               | Артём Терян (URS) | 3-0       | Хуберт Перссон (SWE) | 7               |

## Финал

### Встреча 1
| Штрафных баллов | Участник 1          | Результат | Участник 2        | Штрафных баллов |
| --------------- | ------------------- | --------- | ----------------- | --------------- |
| 7               | Захария Шихаб (LIB) | 2-1       | Артём Терян (URS) | 7               |
| 4               | Имре Ходош (HUN)    | Пропускал |                   |                 |

### Встреча 2
| Штрафных баллов | Участник 1        | Результат | Участник 2       | Штрафных баллов |
| --------------- | ----------------- | --------- | ---------------- | --------------- |
| 8               | Артём Терян (URS) | 3-0       | Имре Ходош (HUN) | 7               |